# Tarnow (Meklemburgia-Pomorze Przednie)
Tarnow – gmina w Niemczech, w kraju związkowym Meklemburgia-Pomorze Przednie, w powiecie Rostock, wchodzi w skład urzędu Bützow Land.

## Toponimia
Nazwa pochodzenia słowiańskiego, pierwotna połabska forma *Tarnov- od psłow. tьrnъ „cierń”.